# Andorras flagga
Andorras flagga är en vertikal trikolor med fält i blått, gult och rött och Andorras statsvapen i mitten. Färgerna visar på det starka franska och spanska inflytandet i landet: rött och gult förekommer i Spaniens flagga, blått och rött förekommer i Frankrikes. Även i vapnet mitt på flaggan finns franska och spanska symboler som representerar Andorras historiska regenter, biskopen av La Seu d'Urgell och greven av Foix. Flaggan antogs officiellt den 10 juli 1996 men har varit i bruk sedan 1870-talet. Proportionerna är 7:10.

## Färger
De officiella färgerna på Andorran-flaggan anges i "Grafiska föreskrifter för reproduktion av skölden och flaggan" från Oficina de Marques del Principat d'Andorra.
Sköldens färger är:
| Färgmodell | Röd        | Beige      | Gul       | Blå        | Brun         |
| ---------- | ---------- | ---------- | --------- | ---------- | ------------ |
| Pantone    | 485 C      | 466 C      | Yellow C  | 300 C      | 478 C        |
| CMYK       | 0-95-100-0 | 12-22-43-0 | 0-1-100-0 | 100-44-0-0 | 40-86-100-30 |

Färgerna på flaggan är:
| Färgmodell | Blå        | Gul       | Röd        |
| ---------- | ---------- | --------- | ---------- |
| Pantone    | Blue 072 C | Yellow C  | 199 C      |
| CMYK       | 100-88-0-5 | 0-1-100-0 | 0-100-62-0 |